# Єлизавета Прусська
Єлизаве́та Пру́сська (нім. Elisabeth von Preußen), повне ім'я Марія Єлизавета Кароліна Вікторія (нім. Marie Elisabeth Karoline Viktoria), 18 червня 1815 — 21 березня 1885) — прусська принцеса з династії Гогенцоллернів, донька принца Прусського Вільгельма та принцеси Гессен-Гомбурзької Марії Анни, в шлюбі принцеса Гессен-Дармштадська, матір великого герцога Гессенського та Прирейнського Людвіга IV, бабуся російської імператриці Олександри Федорівни.

## Біографія
Народилась 18 червня 1815 року в Берліні. Була шостою дитиною та третьою донькою в родині принца Вільгельма Прусського та його дружини Марії Анни Гессен-Гомбурзької. Мала старшого брата Адальберта. Інші діти померли в ранньому віці до її народження. Згодом сімейство поповнилося сином Вальдемаром та донькою Марією.
Теплу пору року родина проводила у замку Фішбах в Силезії, нерідко повертаючись до Берліна вже на початку грудня. Діти користувалися там певною свободою: грали з сільськими дітлахами, відвідували двір та стайні, вчилися поводитися з тваринами.
У 21-річному віці Єлизавета взяла шлюб із 27-річним принцом Гессенським Карлом. Весілля пройшло 22 жовтня 1836 року в Берліні. Оселилися молодята у Палаці принца Карла (нім. Prinz-Carl-Palais) в Дармштадті в райні Бессунґен. Приїзд пари вітали балом-маскарадом на 2500 осіб. У подружжя з'явилося четверо дітей. Шлюб був не надто гармонійним. Карл вважав дружину потворною та нудною, а Єлизавета зі свого боку описувала чоловіка як холодного та нелюба.

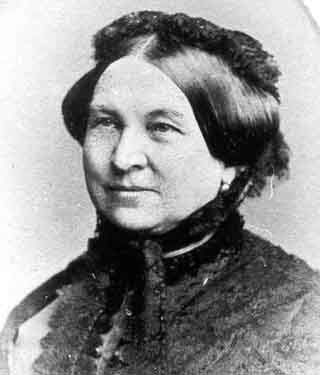
Світлина в поважні роки

Свою діяльність на новій батьківщині вона присвятила турботі про бідних. На момент її приїзду до Дармштадту у великому герцогстві майже не існувало соціальної благодійності, тому жінка не знайшла сприятливого ґрунту. Втім, поступово її діяльність набула популярності. Нею була створена низка благодійних організацій. Найбільшою з них став будинок дияконис Єлизаветинського фонду, заснований у 1858 році, на будівництво якого вона передала 10 тисяч гульденів. Відома своїм благочестям і милосердям, принцеса, разом із придворним проповідником, зібрали навколо себе освічені дармштадтські кола. Спільними зусиллями вони намагалися сприяти суспільному добробуту населення. Політикою не цікавилася і не намагалася на неї впливати.
У 1852 році успадкувала від батька, окрім іншого, картину Ганса Гольбейна-молодшого «Мадонна бургомістра Якоба Маєра цум Газена», написану ним у 1526 році, і привезла її до Дармштадту. Згодом цей витвір мистецтва став відомим як «Дармштадтська Мадонна».
Мала добрі відносини зі своєю невісткою Алісою Великобританською. В останні роки життя страждала від надлишкової ваги. Її чоловік пішов з життя у березні 1877 року. Єлизавета ще була присутньою на весіллі онуки Вікторії із Людвігом Баттенбергом і дожила до появи правнучки Аліси.
Померла 21 березня 1885 року в Дармштадті. Похована у Старому мавзолеї в парку Розенгое в Дармштадті.

## Родина

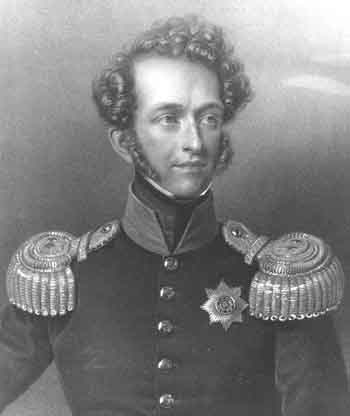
Карл Гессенський

Чоловік —  Карл Гессенський
Діти:
- Людвіг (1837—1892) — великий герцог Гессенський та Прирейнський у 1877—1892 роках, був двічі одруженим, мав семеро дітей;
- Генріх (1838—1900) — генерал кінноти прусської армії, був двічі морганатично одруженим, мав двох дітей від обох шлюбів;
- Анна (184—1865) — дружина великого герцога Мекленбург-Шверіну Фрідріха Франца II, мала єдину доньку, яка не залишила нащадків;
- Вільгельм (1845—1900) — генерал від інфантерії прусської армії, був морганатично одруженим з Жозефіною Бендер, мав єдиного сина, що не залишив нащадків.

## Нагороди
- Великий хрест ордену Святої Катерини (Російська імперія) (8 липня 1841);
- Орден королеви Марії Луїзи (Іспанія).

## Титули
- 18 червня 1815—22 жовтня 1836 — Її Королівська Високість Принцеса Єлизавета Прусська;
- 22 жовтня 1836—21 березня 1885 — Її Королівська та Великогерцозька Високість Принцеса Карл Гессенський та Прирейнський.